# Um es Seil
Um es Seil är en ö i Eritrea. Den ligger i den nordöstra delen av landet, 130 km nordost om huvudstaden Asmara.